# Happy Birthday My Darling
Happy Birthday My Darling é uma canção de 1974 escrita por Claudio Fontana, que se tornou um dos mais famosos hits do cantor brasileiro Nelson Ned.
Foi com esta canção que ele tornou-se o primeiro latino-americano a vender milhões de cópias nos EUA, em 1974.
A canção foi lançada com o álbum "Nelson En Accion", de 1974. Além dele, esta canção está presente nos seguintes álbuns de sua discografia:
- 1975. Meu ciúme
- 1995. Los Exitos de Nelson Ned - 4:11
- 2000. Antologia, Vol. 1 - 4:15
- 2002. Solo Lo Mejor: 20 Exitos - 4:15
- 2002. Selecao de Ouro 20 Sucessos, Vol. 2 - 4:10
- 2003. 30 Exitos Insuperables - 4:14
- 2004. 15 de Coleccion - 4:14
- 2004. 20 Canciones de Oro
- 2005. Leyendas - 4:14
- 2006. Edicion Limitada - 4:13

A versão em espanhol (Feliz Cumpleaños, Querida) foi lançada no EP "Feliz Cumpleaños, Querida / Dejenme Si Estoy Llorando", de 1975.